# حادث مليلية 2022
وقعَ في 25 حزيران/يونيو 2022 ما عُرف إعلاميًا بـ حادث مليلية حينما حاولت مجموعةٌ كبيرةٌ من المهاجرين الأفارقة من جنوب الصحراء عبور السياج نحو مدينة مليلية التي تُسيطر عليها إسبانيا رغمَ كونها منطقة منفصلة وبعيدة عن الأقاليم الإسبانيّة. ماتَ خلال هذا الحادث ما لا يقلُّ عن 23 شخصا.
وقعَ الحادث في وقتٍ مبكّرٍ من يوم الخامس والعشرين من حزيران/يونيو عندما حاولَ حوالي 2000 مهاجر كانوا في المغرب مهاجمة واختراق السياج الحدودي في مليلية. وصلت قوات الأمن من البلدين المغرب وإسبانيا لتفريقِ الحشود فاندلعت اشتباكاتٌ ومعاركٌ عنيفةٌ مع المهاجرين استمرَّت لمدة ساعتين. قالَ مسؤولون إسبان ومغاربة إنَّ حرس حدودهم تعرضوا للاعتداء بالأسلحة من قِبل مهاجرين وكان عليهم القتال دفاعًا عن النفس. بحسبِ نفس السلطات فإنّ اكتضاض المهاجرين وتدافعهم تسبَّب في سقوطِ بعضهم البعض خلالَ التدافع البشري الكبير فسقطَ عددٌ من القتلى، فيما سقطَ عددٌ آخرٌ من المهاجرين من السياج على الأرض.
قُتل خلال هذا الحادث ما لا يقلُّ عن 18 مهاجرًا، حيثُ توفي خمسة منهم أثناء محاولة العبور، بينما تُوفيَّ الـ 13 الآخرين متأثرين بجراحهم في المستشفيات. ذكرت السلطات المحليّة في المغرب أنَّ 63 مهاجرًا آخرًا على الأقل أُصيبوا بجروح وأنَّ 140 من عناصر الأمن تعرضوا لإصابات متفاوتة؛ خمسة منهم كانت إصاباتهم خطيرة، كما أصيب 49 من الحرس المدني الإسباني بجروح طفيفة. أكَّدت الجمعية المغربية لحقوق الإنسان أنَّ 29 مهاجرًا لقوا حتفهم خلال هذا الحادث، بينما تمكَّن 133 شخصًا من عبور السياج.
على الجانبِ المقابل فقد اتهمَ رئيس الوزراء الإسباني بيدرو سانشيز من سمَّاهم «عصابات الجريمة المنظمة» بالوقوفِ وراء الحادث الذي وصفهُ بـ «الهجوم العنيفِ المنظم جيدًا»، وشكرَ قوات الأمن الإسبانية والمغربية على تدخلهم.